# Station Olomouc-Řepčín
Železniční stanice Olomouc-Řepčín (Nederlands: Station Olomouc-Řepčín, Duits vroeger: Repschein) is een station in de Tsjechische stad Olomouc, in de wijk Řepčín. Het station ligt aan lokaalspoorlijn 275 (die van Olomouc, via Senice na Hané, naar Drahanovice loopt). Het station is onder beheer van de SŽDC en wordt bediend door stoptreinen van de České Dráhy. Bij het station bevindt zich een aansluiting naar het bedrijf Moravská železárna. Het huidige stationsgebouw is gebouwd tussen 1962 en 1973.
Olomouc hlavní nádraží · Olomouc místní nádraží ↔ Olomouc-Smetanovy sady ↔ Olomouc-Nová Ulice ↔ Olomouc město ↔ Olomouc-Hejčín ↔ Olomouc-Řepčín ↔ Horka nad Moravou ↔ Skrbeň ↔ Příkazy ↔ Senice na Hané ↔ Náměšť na Hané ↔ Drahanovice